# Stypommisa bolviensis
Stypommisa bolviensis är en tvåvingeart som först beskrevs av Krober 1930.  Stypommisa bolviensis ingår i släktet Stypommisa och familjen bromsar. Inga underarter finns listade i Catalogue of Life.